# Liste der Monuments historiques in Maule (Yvelines)
Die Liste der Monuments historiques in Maule (Yvelines) führt die Monuments historiques in der französischen Gemeinde Maule auf.

## Liste der Bauwerke
| Bezeichnung                                             | Beschreibung | Standort                   | Kennzeichnung | Schutzstatus | Datum | Bild |
| ------------------------------------------------------- | ------------ | -------------------------- | ------------- | ------------ | ----- | ---- |
| Kapelle St-Jacques                                      |              | (Lage)                     | PA00087527    | Inscrit      | 1988  |      |
| Schloss Agnou                                           |              | Rue d’Hagnou (Lage)        | PA00087528    | Classé       | 1979  |      |
| Kirche St-Nicolas                                       |              | (Lage)                     | PA00087529    | Classé       | 1883  |      |
| Ehemaliges Priorat Notre-Dame heute Musée Victor Aubert |              | 20, rue Quincampoix (Lage) | PA00087530    | Inscrit      | 1988  |      |

## Liste der Objekte

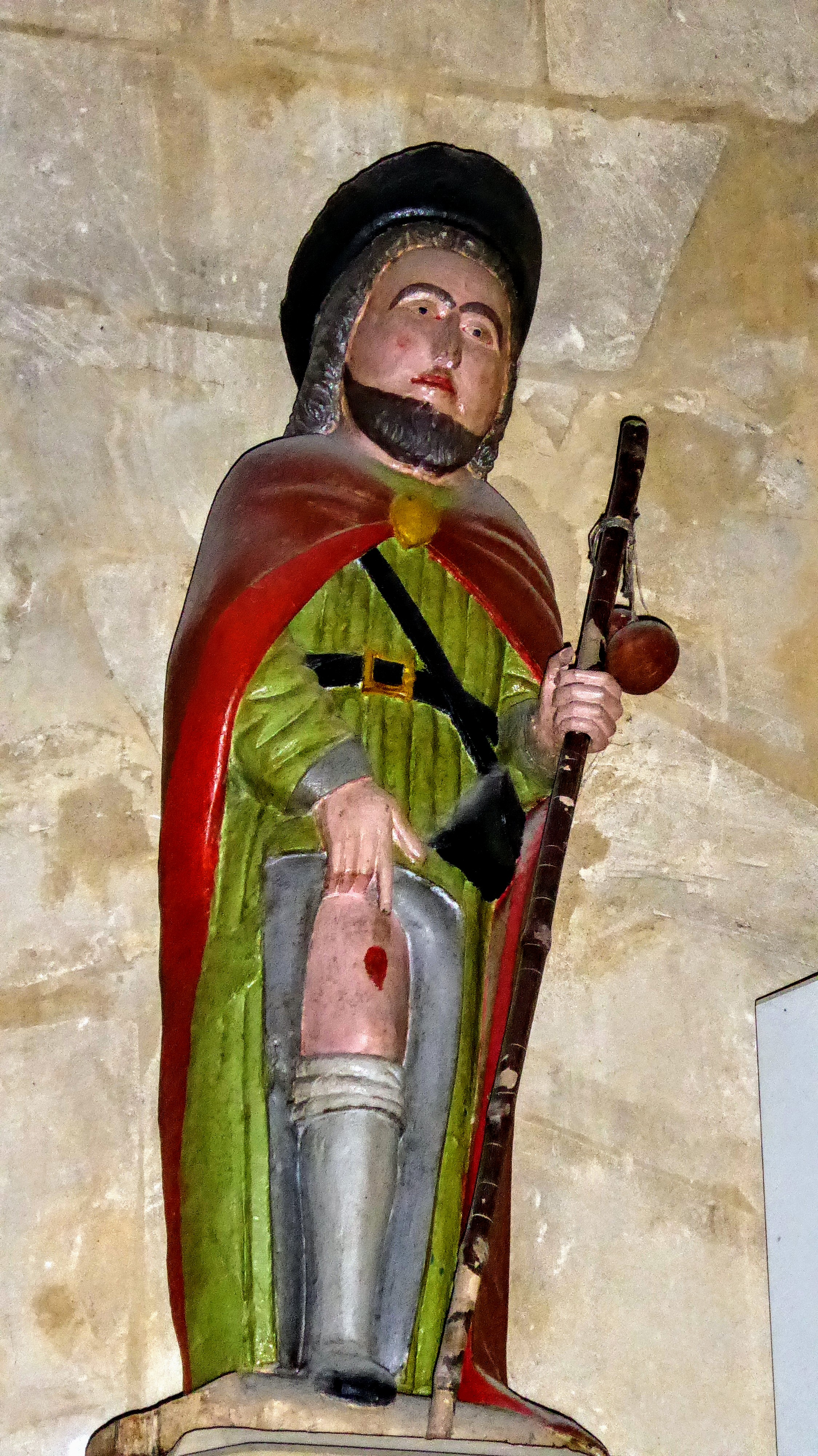
Skulptur in der Kirche St-Nicolas: Heiliger Rochus

- Monuments historiques (Objekte) in Maule (Yvelines) in der Base Palissy des französischen Kultusministeriums